# Overflow (Circa)
Overflow is een downloadalbum van Circa. Het was te verkrijgen vanaf 2009. Een hardcopy was later te koop. Bij het bestellen van And so on werd Overflow namelijk als bonus-cd meegeleverd. Overflow bestaat uit opnamen die op de plank bleven liggen tijdens de uitgiftes van Circa 2007 en Circa HQ.

## Musici
- Billy Sherwood – zang, basgitaar, gitaar
- Tony Kaye – toetsinstrumenten, waaronder hammondorgel
- Jay Schellen – slagwerk

## Muziek
| Nr. | Titel            | Duur |
| --- | ---------------- | ---- |
| 1.  | The story goes   |      |
| 2.  | Shifting sands   |      |
| 3.  | Life goes on     |      |
| 4.  | Pure intuition   |      |
| 5.  | Coming at you    |      |
| 6.  | Fate and destiny |      |
| 7.  | Words on paper   |      |